# Grand Ricci
Pour les articles homonymes, voir Ricci.
Le Grand Ricci (ou Grand dictionnaire Ricci de la langue chinoise (chinois simplifié : 利氏汉法辞典 ; chinois traditionnel : 利氏漢法辭典 ; pinyin : Lìshì Hàn-Fǎ cídiǎn ; litt. « Dictionnaire chinois-français Ricci »), du nom du missionnaire jésuite italien du XVIe siècle Matteo Ricci, est un dictionnaire chinois-français extrêmement complet.

## Historique du projet
Parmi les jésuites ayant lancé et animé le projet à compter de 1949 :
- Eugène Zsámár s.j. (1904-1974) en hongrois Zsámár Jenő
- Yves Raguin s.j. (1912-1998)
- Claude Larre s.j. (1919-2001)
- Jean Lefeuvre s.j. (1922-2010)

## Sur papier ou en version électronique
Le Grand dictionnaire Ricci de la langue chinoise est composé de sept volumes de plus de 1 200 pages chacun, recensant 13 500 sinogrammes, et environ 300 000 entrées de termes ou expressions. Il s'agit donc du plus grand dictionnaire chinois-français jamais réalisé, et probablement de la plus grande encyclopédie du chinois vers une langue occidentale.
Le 11 mai 2010, la version DVD a été présentée en première mondiale au Musée de Shanghai.
Le fonds du dictionnaire Ricci est accessible sur tablettes et téléphones Android et Apple IOS via l'application Pleco (Pleco Software (en)).
Références bibliographiques
- Instituts Ricci de Paris et de Taipei : Le Grand Dictionnaire Ricci de la langue chinoise, Paris, Desclée de Brouwer, 2001,  (ISBN 2-220-04667-2).
- id : Le Grand Ricci numérique, Dictionnaire encyclopédique de la langue chinoise, sur DVD-ROM, Éditions du Cerf, Paris, 2010,  (ISBN 978-2-204-09239-5).

À côté du Grand Ricci en 7 volumes
- Dictionnaire français de la langue chinoise - 漢法綜合辭典 (dit « Petit Ricci »), Institut Ricci / Kuangchi Press, Paris, Taipei, 1976 (rééditions en 1986, 1994, 1999, format standard et format réduit)
- Dictionnaire Ricci des caractères chinois - 利氏漢法大字典 (2 vol. + index), Instituts Ricci / Desclée de Brouwer, Paris, Taipei, 1999  (ISBN 978-2-220-04592-4)
- Dictionnaire Ricci chinois-français - 利氏汉法辞典, Association Ricci pour le grand dictionnaire français de la langue chinoise - 法国利氏辞典推展协会, Shangwu Yinshuguan - 商务印书馆 (Commercial Press), Pékin, 2014,  (ISBN 978-7-100-10591-0)
- Francine Fèvre, Georges Métailié, Dictionnaire Ricci des plantes de Chine, Association Ricci pour le grand dictionnaire français de la langue chinoise/Éditions du Cerf, 2005, 902 pages   (ISBN 978-2-204-07892-4)